# 460

## Nașteri
- dată necunoscută: Papa Simachus  (d. 514)
- dată necunoscută: Zosimos  (d. 520)
- dată necunoscută: Amalafrida  (d. 526)
- dată necunoscută: Audofleda  (d. ?)
- dată necunoscută: Zosim Palestinianul  (d. 560)

## Decese
- 21 octombrie: Aelia Eudocia împărăteasă bizantină (n. ?)